# 扎木曲
扎木曲，是中国长江流域的一条河流，汇入沱沱河，属于长江源水系。河长162千米，流域面积4287平方千米，年均流量8立方米每秒。